# Michael Umansky

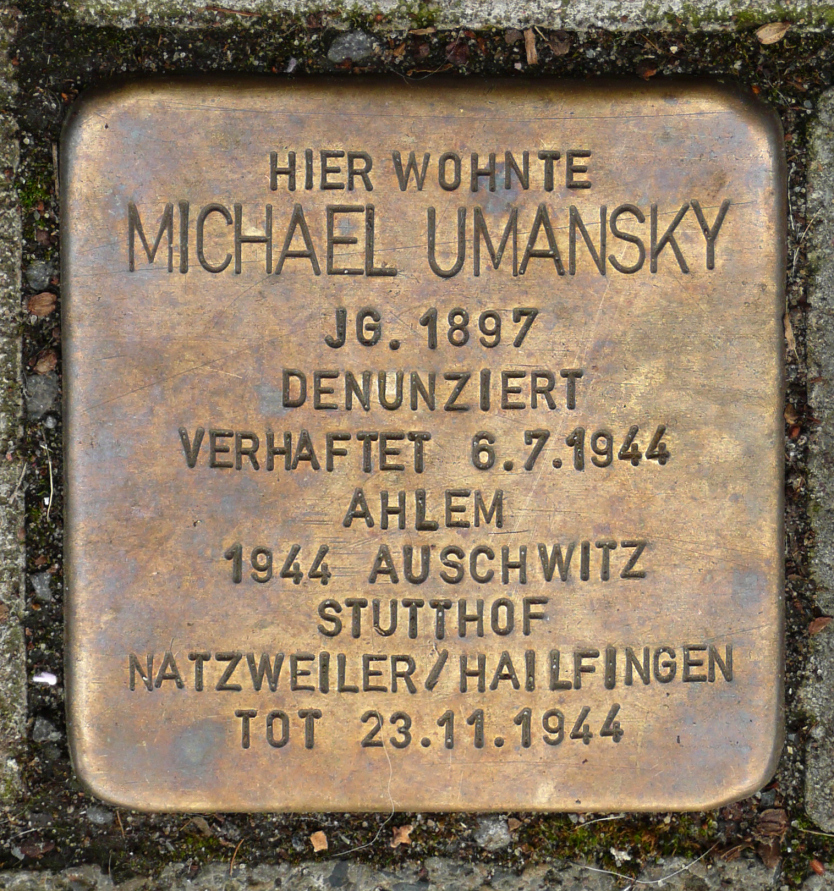
Stolperstein für Michael Umansky vor dem Wohnhaus Podbielskistraße 274 in der Liststadt

Michael Umansky (geboren 18. August 1897 in Alexandrowsk in der Ukraine; gestorben 23. November 1944 im Außenlager Hailfingen des Konzentrationslagers Natzweiler im Elsass) war ein Schauspieler und Opfer des Holocaust.

## Leben
Michael Umansky wurde 1897 in der ukrainischen Stadt Alexandrowsk als Sohn eines wohlhabenden Restaurantbesitzers geboren. Dieser sandte seinen Sohn zum Studium der Medizin in die Schweiz. Dort jedoch brach Michael Umansky das Studium ab, um eine Schweizer Schauspielschule zu besuchen. Er arbeitete schließlich auf verschiedenen Schweizer Bühnen, unter anderem am Stadttheater Zürich.
Ebenfalls in der Schweiz lernte Umansky die aus Hannover stammende, 13 Jahre ältere Schauspielerin Wilma Lassan (geboren um 1884 in Hannover; gestorben nach 1955) kennen. Nach ihrer Heirat überredete Wilma ihren Ehemann, mit ihr in ihre Heimatstadt Hannover zu ziehen. 1928 wurde ein Aufsatz von Umansky zum Thema Werbung veröffentlicht, er selbst wurde hier als „Werbeberater“ bezeichnet.

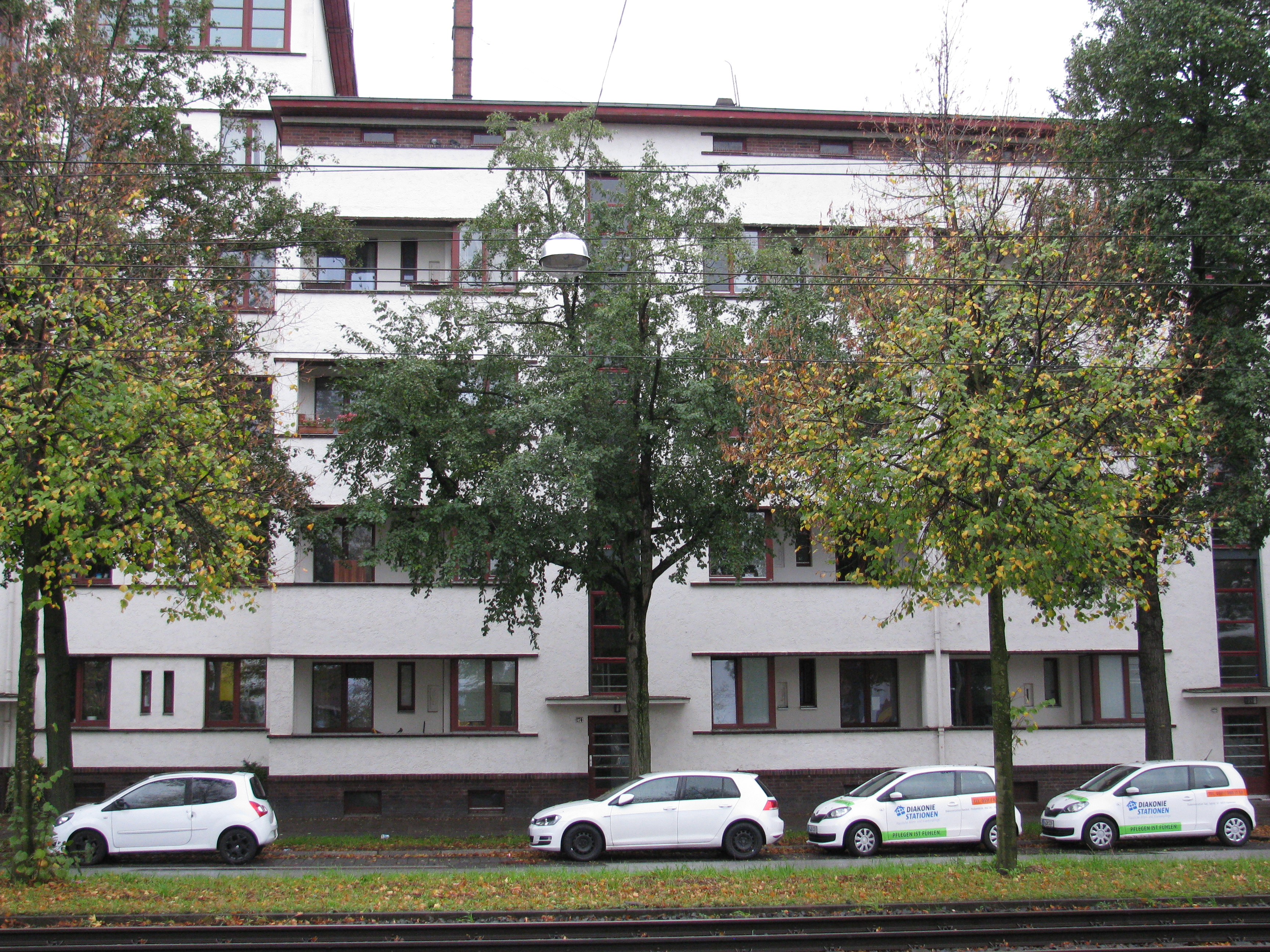
Fassade der Podbielskistraße 274

Zur Zeit des Nationalsozialismus gab Michael Umansky trotz der staatlich betriebenen Judenverfolgung einem Mann der Gestapo Schauspielunterricht. Mit diesem diskutierte Umanski – der zum Kommunismus „tendierte“ – zudem über Politik. So wurde er verhaftet und erstmals in ein Konzentrationslager deportiert, mutmaßlich in das KZ Dachau. Doch laut den Tonbandaufzeichnungen des Zeitzeugen Fritz Treu durfte Umansky – da er mit einer „Nicht-Jüdin“ verheiratet war, nach Hannover zurückkehren.

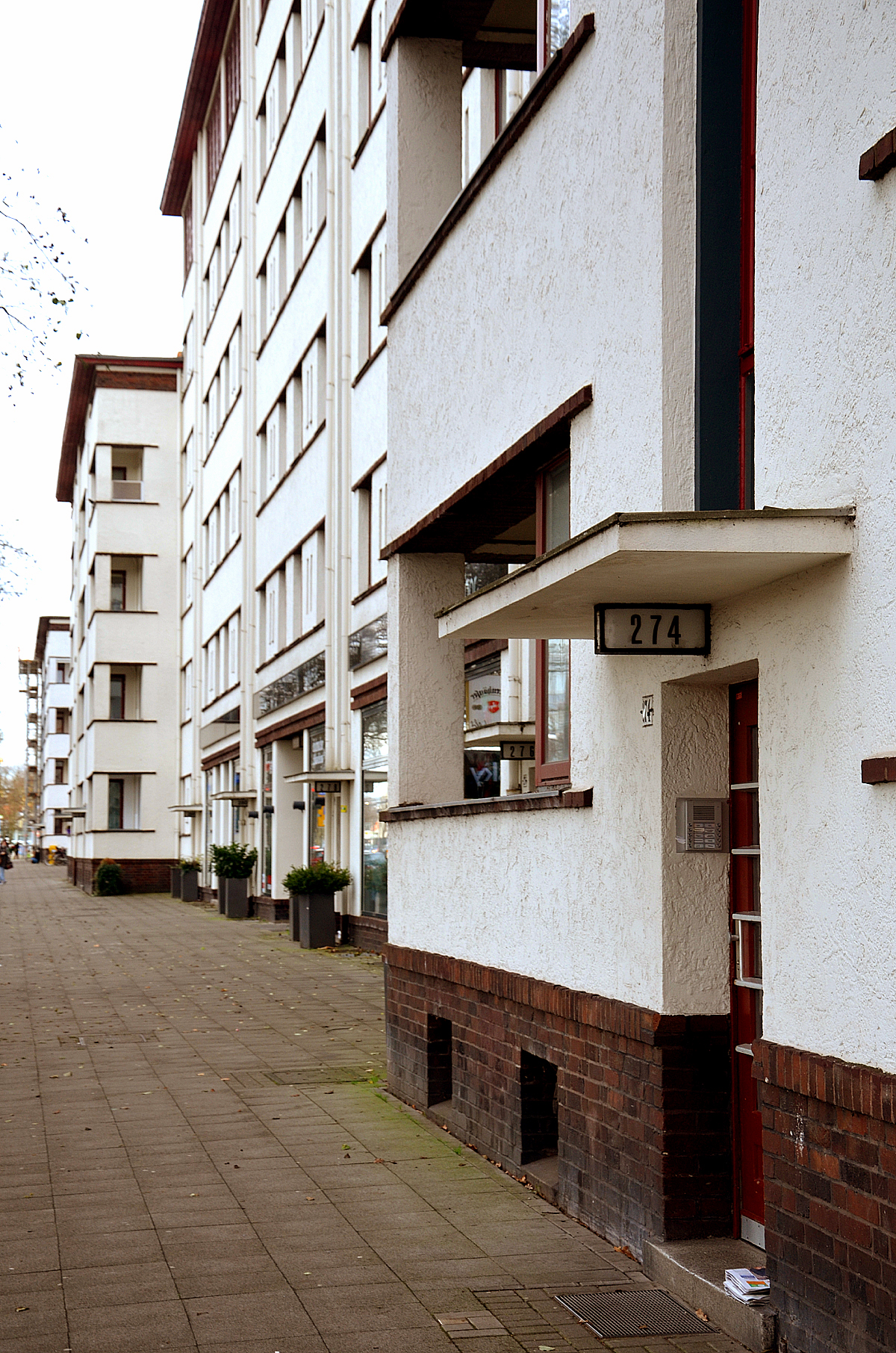
Eingang zur „Podbi“ 274 mit dem Stolperstein
davor

Zur Zeit der Novemberpogrome verzeichnete das Adreßbuch der Stadt Hannover für das Jahr 1938 Michael Umansky als Journalist und als Haushaltsvorstand in der im ersten Stock gelegenen Wohnung des Hauses Podbielskistraße 113B.
Im Frühjahr 1939 forderte die Gestapo das Ehepaar Umansky auf, die gemeinsame Wohnung – heutige Adresse Podbielskistraße 274 in der Liststadt zu räumen. Daraufhin zog Michael Umansky mit seiner Ehefrau zunächst zu Wilmas Eltern. Dort jedoch sorgte ein im selben Haus wohnender und der NSDAP angehöriger Stadtrat dafür, dass Michael Umansky ausziehen musste. Daraufhin begann ein ständiger Umzug an verschiedene Orte in der Stadt, bevor Umansky nach Beginn des Zweiten Weltkrieges im Oktober 1939 in einem wohl einem Juden gehörenden Gebäude in der „Georgsgasse“ ein Zimmer bezog.
Im Zuge der Aktion Lauterbacher wurde das Ehepaar Umansky in das „Judenhaus“ in der Scholvinstraße eingewiesen. Spätestens 1942 hatten die Nationalsozialisten die Umanskys und viele andere in das „Judenhaus“ in der Herschelstraße 31 eingewiesen. Dem Schauspielerehepaar war dort ein Zimmer zugewiesen worden; die beiden teilten sich mit der Familie Kleeberg, aus der auch die spätere Stolperstein-Patin Ruth Gröne stammt, denselben Flur.
Nachdem durch die Luftangriffe auf Hannover in der Bombennacht vom 9. auf den 10.  Oktober 1943 das Haus in der Herschelstraße zerstört worden war, wurden die Familien Umansky und Kleeberg in die zum „Judenhaus“ umfunktionierte ehemalige Israelitische Gartenbauschule in Ahlem eingewiesen, wobei den Umanskys auf dem Gelände eine kalte und feuchte Scheune zugeteilt wurde. In Ahlem mussten die dort Eingewiesenen Zwangsarbeit leisten.
1944 erzählte der ebenfalls jüdische Mitgefangene Gustav Kahn einen politischen Witz, den Michael Umansky dann einem Ukrainer übersetzte. Dieser denunzierte daraufhin offenbar die beiden Zwangsarbeiter. Michael Umansky wurde in der Folge mit dem Sammeltransport vom 22. Juli 1944 zunächst in das Konzentrationslager Auschwitz deportiert. Dort erhielt er die Nummer 139 663. Er wurde jedoch bald darauf in das KZ Stutthof bei Danzig deportiert, wo er die Nummer 100 525 erhielt. Spätestens nach dem Hitler-Stalin-Pakt und der Errichtung des Reichskommissariats Ukraine wurde Umansky als Staatenloser geführt, und im November 1944 in das Außenlager Hailfingen des KZ Natzweiler im Elsass verschleppt. Insgesamt ertrug er vier Monate das System „Vernichtung durch Arbeit“, bevor er am 23. November 1944 im Alter von nur 47 Jahren schließlich an Entkräftung starb. Seine Leiche wurde im Krematorium verbrannt.
Michael Umanskys Witwe überlebte den Holocaust. In der Nachkriegszeit wohnte sie – ebenso wie Ruth Gröne, geborene Kleeberg und ihre Mutter – noch zehn Jahre im ehemaligen „Judenhaus“ in Ahlem.

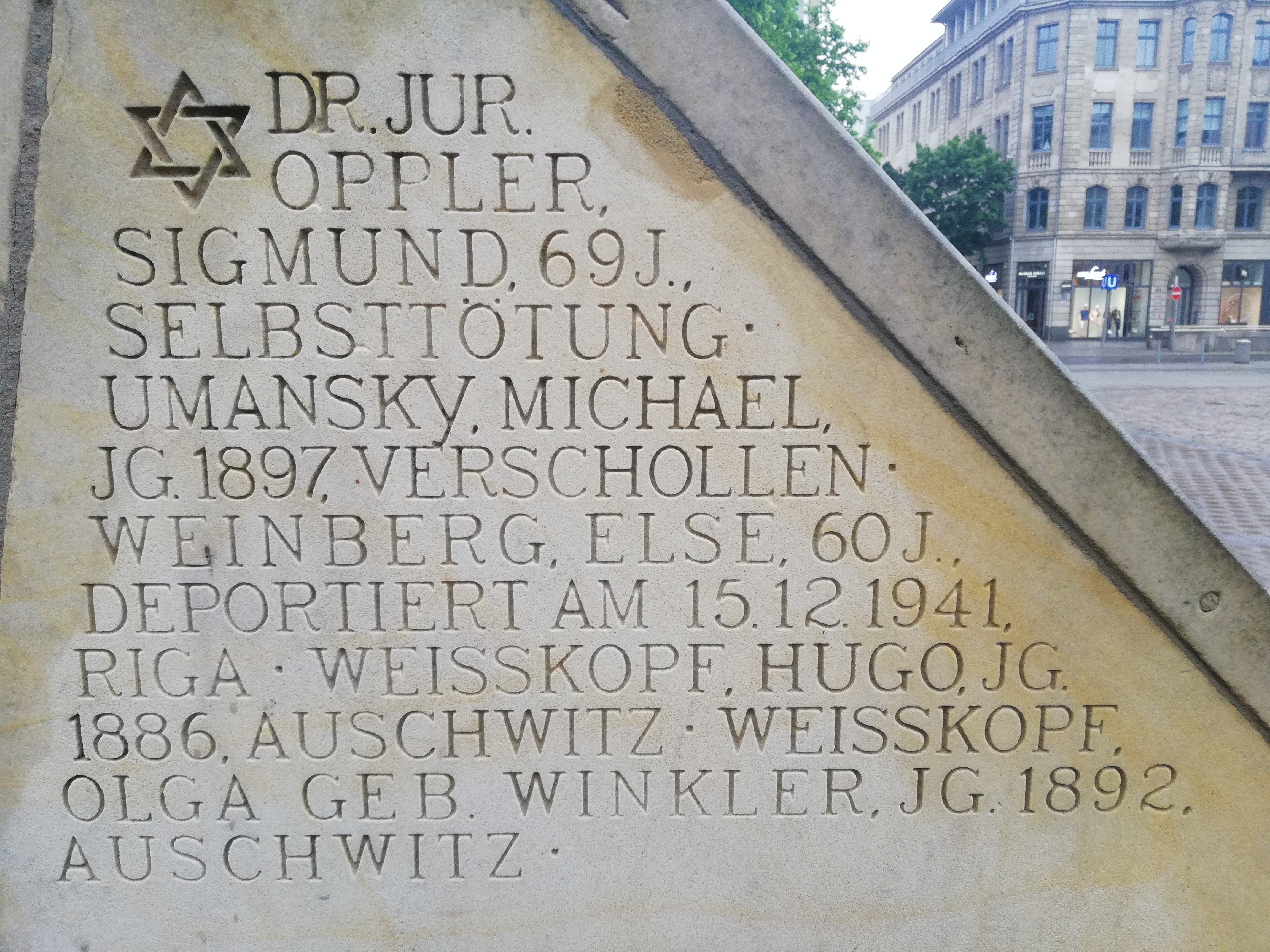
Inschrift für Michael Umansky und andere am Mahnmal für die ermordeten Juden Hannovers, hier noch mit dem Hinweis „verschollen“

Der Name Umanskys findet sich am Mahnmal für die ermordeten Juden Hannovers, dort jedoch noch mit dem Hinweis „verschollen“.
2012 übernahm Ruth Gröne, deren Vater die Deportation ebenfalls nicht überlebt hatte und der Anfang 1945 im KZ Bremervörde gestorben war, die Patenschaft für den Stolperstein, den der Künstler Gunter Demnig am 4. Dezember 2012 vor Umanskys ehemals letzten freiwilligen Wohnsitz unter der – heutigen – Adresse Podbielskistraße 274 verlegte.